# 帕沃尔·德米特拉
帕沃尔·德米特拉（1974年11月29日—2011年9月7日），斯洛伐克男子冰球运动员。他曾代表斯洛伐克参加2002年、2006年和2010年冬季奥林匹克运动会冰球比赛，最好名次为2010年冬季奥运会的第四名。